# Quiina cajambrensis
Quiina cajambrensis là một loài thực vật có hoa trong họ Ochnaceae. Loài này được Cuatrec. miêu tả khoa học đầu tiên năm 1950.